# 수석

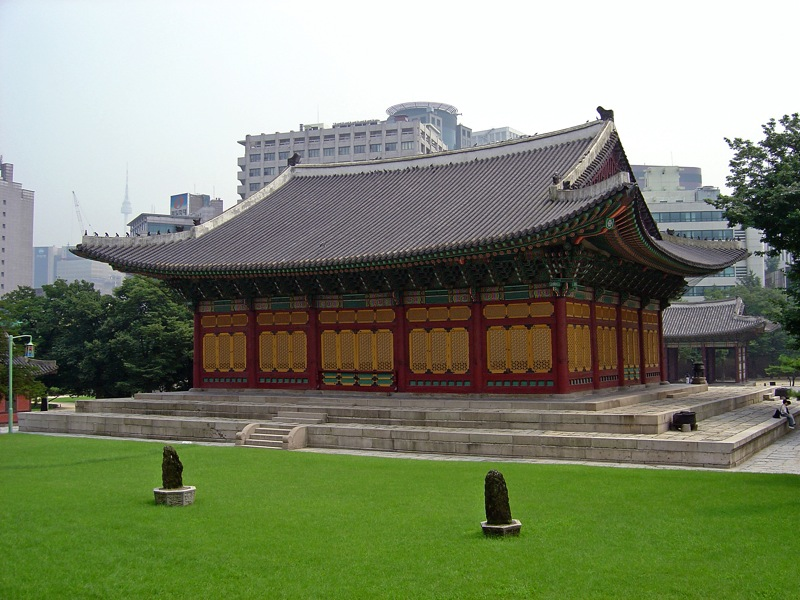
덕수궁 중화전 뒷편의 수석

수석(水石 또는 壽石)은 주로 실내에서 감상하기 위해 수집하는 특이한 형태나 문양, 색깔을 지닌 자연의 돌을 말하며, 이러한 수석의 수집과 감상은 한국과 중국, 일본의 전통적인 취미활동이다. 영어 위키백과에서는 일본의 suiseki, 한국의 suseok, 중국의 gongshi로 구분하고 있다.
수석은 산수경석, 형상석, 물형석, 문양석, 색채석, 추상석 등으로 나누며, 보통 강가나 바닷가에서 수집한 돌을 좌대, 물이나 모래를 담은 쟁반 등에 올려 놓고 감상한다. 수석으로서의 돌은 쉽게 깨어지지 않고 단단하며 색깔이 은은하고 검은 돌이 선호된다.
취미로서의 활동은 1) 돌을 고르는 탐석, 2) 수석의 특성을 살리는 양석과 연출, 3) 감상으로 이루어지는데, 감상은 다소 주관적이며 개인에 따라 수석에 대한 평가가 달라질 수 있다.

## 같이 보기
- 분재
- 분경

## 참고 자료
- 松浦有成, 《水石入門マニュアル》, 近代出版, 2003, ISBN 978-4905777038